# Tiidrek Nurme
Tiidrek Nurme (Kuressaare, 11 novembre 1985) è un mezzofondista e maratoneta estone.
Vincitore di numerosi titoli nazionali e detentore dei record estoni dei 1500 e 3000 metri piani, è tra i quattro atleti che sono riusciti a qualificarsi in due edizioni dei Giochi olimpici differenti sia alla gara dei 1500 metri piani, a Pechino 2008, che alla maratona, a Rio de Janeiro 2016. Gli altri atleti sono stati il neozelandese Rod Dixon, il portoghese Luis Feiteira e l'ecuadoriano Bayron Piedra.

## Record nazionali
- 1500 m piani: 3'38"59 ( Pechino, 15 agosto 2008)
- 3000 m piani: 7'48"24 ( Dublino, 11 luglio 2014)

## Palmarès
| Anno | Manifestazione           | Sede           | Evento         | Risultato | Prestazione | Note                                     |
| ---- | ------------------------ | -------------- | -------------- | --------- | ----------- | ---------------------------------------- |
| 2007 | Europei under 23         | Debrecen       | 5000 m piani   | 5º        | 13'57"51    |                                          |
| 2007 | Universiadi              | Bangkok        | 5000 m piani   | 10º       | 14'23"50    |                                          |
| 2008 | Giochi olimpici          | Pechino        | 1500 m piani   | Batteria  | 3'38"59     | Record nazionale                         |
| 2009 | Europei indoor           | Torino         | 3000 m piani   | Batteria  | 8'08"81     |                                          |
| 2009 | Mondiali                 | Berlino        | 1500 m piani   | Batteria  | 3'43"73     |                                          |
| 2010 | Europei                  | Barcellona     | 5000 m piani   | Batteria  | 13'49"19    |                                          |
| 2011 | Universiadi              | Shenzhen       | 5000 m piani   | 4º        | 14'05"03    |                                          |
| 2012 | Europei                  | Helsinki       | 5000 m piani   | 16º       | 13'51"29    |                                          |
| 2013 | Universiadi              | Kazan'         | 5000 m piani   | 8º        | 14'08"02    |                                          |
| 2014 | Europei                  | Zurigo         | 5000 m piani   | 10º       | 14'13"89    | Miglior prestazione personale stagionale |
| 2016 | Giochi olimpici          | Rio de Janeiro | Maratona       | 63º       | 2h20'01"    |                                          |
| 2017 | Mondiali                 | Londra         | Maratona       | 40º       | 2h20'41"    | Miglior prestazione personale stagionale |
| 2018 | Europei                  | Berlino        | Maratona       | 9º        | 2h15'16"    | Miglior prestazione personale            |
| 2019 | Mondiali                 | Doha           | Maratona       | 26º       | 2h17'38"    |                                          |
| 2021 | Giochi olimpici          | Tokyo          | Maratona       | 27º       | 2h16'16"    | Miglior prestazione personale stagionale |
| 2022 | Europei                  | Monaco         | Maratona       | 11º       | 2h12'46"    |                                          |
| 2023 | Mondiali                 | Budapest       | Maratona       | 31º       | 2h15'42"    |                                          |
| 2023 | Mondiali corsa su strada | Riga           | 5 km           | 30º       | 14'06"      | Miglior prestazione personale            |
| 2024 | Europei                  | Roma           | Mezza maratona | 40º       | 1h05'00"    | Miglior prestazione personale stagionale |

## Campionati nazionali
2004
- Argento ai campionati estoni, 1500 m piani - 3'51"90
- 5º ai campionati estoni, 800 m piani - 1'55"20

2005
- Argento ai campionati estoni indoor, 3000 m piani - 8'38"48

2006
- Oro ai campionati estoni, 5000 m piani - 14'24"40
- Oro ai campionati estoni, 1500 m piani - 3'46"73
- Oro ai campionati estoni indoor, 3000 m piani - 8'21"71
- Argento ai campionati estoni indoor, 1500 m piani - 3'51"97
- Argento ai campionati estoni under-23, 1500 m piani - 4'06"12
- Oro ai campionati estoni under-23, 800 m piani - 1'52"25
- Oro ai campionati estoni under-23 indoor, 3000 m piani - 8'21"20

2007
- Oro ai campionati estoni, 5000 m piani - 15'27"02
- Argento ai campionati estoni, 1500 m piani - 3'48"59
- Oro ai campionati estoni indoor, 3000 m piani - 8'37"14
- Oro ai campionati estoni indoor, 1500 m piani - 3'57"73
- Oro ai campionati estoni under-23 indoor, 3000 m piani - 8'31"46

2008
- Oro ai campionati estoni indoor, 3000 m piani - 8'13"97
- Argento ai campionati estoni indoor, 1500 m piani - 3'49"75

2009
- Oro ai campionati estoni, 1500 m piani - 3'52"27
- Oro ai campionati estoni indoor, 1500 m piani - 3'52"78

2010
- Oro ai campionati estoni, 1500 m piani - 3'45"98
- Oro ai campionati estoni indoor, 1500 m piani - 3'47"40

2011
- Oro ai campionati estoni, 5000 m piani - 14'19"14
- Oro ai campionati estoni indoor, 3000 m piani - 8'25"01
- Oro ai campionati estoni indoor, 1500 m piani - 3'51"33

2012
- Oro ai campionati estoni, 1500 m piani - 3'44"16
- Oro ai campionati estoni indoor, 3000 m piani - 8'12"67
- Oro ai campionati estoni indoor, 1500 m piani - 3'48"64

2014
- Argento ai campionati estoni, 5000 m piani - 15'03"05
- Oro ai campionati estoni, 1500 m piani - 3'53"06

2015
- Bronzo ai campionati estoni, 1500 m piani - 4'00"45
- Argento ai campionati estoni indoor, 1500 m piani - 3'50"53

2017
- Oro ai campionati estoni, 5000 m piani - 14'08"33

2018
- Oro ai campionati estoni, 5000 m piani - 14'16"70

2019
- Oro ai campionati estoni, 10000 m piani - 30'41"90
- Oro ai campionati estoni, 5000 m piani - 14'25"02
- Bronzo ai campionati estoni, 1500 m piani - 4'01"62

2020
- Oro ai campionati estoni, 5000 m piani - 14'36"84
- Argento ai campionati estoni, 1500 m piani - 3'54"97
- Oro ai campionati estoni di 10 km su strada - 29'04"

2021
- Oro ai campionati estoni, 5000 m piani - 13'56"31

2022
- Oro ai campionati estoni di mezza maratona - 1h05'48"
- Oro ai campionati estoni di 10 km su strada - 29'27"

## Altre competizioni internazionali
2008
- 8º all'Athletissima ( Losanna), 3000 m piani - 8'13"62

2013
- 12º alla Roma-Ostia ( Roma) - 1h03'13"

2014
- 16º alla Roma-Ostia ( Roma) - 1h03'44"

2015
- 13º alla Parelloop ( Brunssum) - 30'01"

2016
- 24º alla Maratona di Amburgo ( Amburgo) - 2h17'59"
- 44º alla Maratona di Siviglia ( Siviglia) - 2h29'16"

2017
- 10º alla Mezza maratona di Lisbona ( Lisbona) - 1h05'16"
- 4º alla Mezza maratona di Tallinn ( Tallinn) - 1h05'53"
- Argento alla Fifth Season ( Cedar Rapids), 8 km - 23'53"

2018
- 27º in Coppa Europa dei 10000 metri ( Londra) - 29'05"49

2019
- 53º in Coppa Europa dei 10000 metri ( Londra) - 29'36"64

2020
- 20º alla Maratona di Siviglia ( Siviglia) - 2h10'02"

2021
- 20º in Coppa Europa dei 10000 metri ( Birmingham), 10000 m piani - 28'37"85

2022
- 27º alla Maratona di Siviglia ( Siviglia) - 2h11'18"